# Dries Van Gestel
Dries Van Gestel, né le 30 septembre 1994, est un coureur cycliste belge.

## Biographie
Dries Van Gestel naît le 30 septembre 1994 en Belgique.
Membre du WSC Hand in Hand Baal en 2009, il devient champion de la province d'Anvers sur route débutants. En 2012, sous les couleurs du Balen BC, il devient champion de Belgique sur route juniors, champion de la province d'Anvers sur route juniors et 2e du championnat de Belgique du contre-la-montre juniors. Il remporte également Remouchamps-Ferrières-Remouchamps.
Il entre en 2013 dans l'équipe Lotto-Belisol U23, qui devient Lotto-Soudal U23 en 2015. Il remporte en 2015 la 2e étape de la Carpathian Couriers Race et termine 3e du classement général. Il s'est par ailleurs classé 2e de la 4e étape de la Ronde de l'Isard et 4e de la Flèche ardennaise. Le 19 juillet de la même année, il est annoncé que Dries Van Gestel devient stagiaire chez Lotto-Soudal pour la période du 1er août au 31 décembre, comme ses coéquipiers Kenneth Van Rooy et Frederik Frison. Pendant cette période, il est recruté par l'équipe continentale professionnelle Topsport Vlaanderen-Baloise.
En août 2019, il termine 18e du Grand Prix de la ville de Zottegem. Lors du Tour de France, l’équipe Total Direct Énergie annonce son arrivée pour les saisons 2020 et 2021 afin de renforcer le groupe destiné aux Classiques. 
En 2020, il débute sous ses nouvelles couleurs sur le Saudi Tour où son coéquipier Niccolò  Bonifazio remporte une étape. En mars, il se classe 9e de Kuurne-Bruxelles-Kuurne puis 10e du Samyn deux jours plus tard. Il enchaîne par Paris-Nice, qu'il court pour la première fois de sa carrière. À cause de la pandémie de Covid-19, il ne reprend la compétition qu'en août sur Milan-San Remo (58e) qu'il découvre également. La semaine suivante, il termine 12e de la course À travers le Hageland. En fin d'année 2021, son contrat est prolongé d'une saison. Le 13 mars 2022, il remporte le Tour de Drenthe et le 27 mars à Gand-Wevelgem, il fait partie du quatuor de tête qui se dispute la victoire et termine troisième.

## Palmarès et classements mondiaux

### Palmarès amateur
- 2009[1]
  - Champion de la province d'Anvers sur route débutants
- 2011
  - 3e étape de l'Étoile des Ardennes flamandes
- 2012
  -  Champion de Belgique sur route juniors
  - Champion de la province d'Anvers sur route juniors
  - Trophée des Flandres
  - Remouchamps-Ferrières-Remouchamps
  - 2e du championnat de Belgique du contre-la-montre juniors
- 2013
  - 2e de la Liedekerkse Pijl
- 2015
  - 2e étape de la Carpathian Couriers Race
  - 2e de la Gooikse Pijl
  - 3e de la Carpathian Couriers Race
  - 3e de la Topcompétition
  - 3e du Tour de Moselle

### Palmarès professionnel
- 2017
  - 1re étape du Tour des Fjords
  - 2e du Tour des Fjords
- 2022
  - Tour de Drenthe
  - 2e du Circuit franco-belge
  - 3e de Gand-Wevelgem
  - 3e de la Course des raisins
- 2024
  - 3e du Grand Prix de Denain

### Résultats sur les grands tours

#### Tour d'Espagne
1 participation
- 2023 : 107e

### Classements mondiaux
| Année                                 | 2014 | 2015 | 2016  | 2017 | 2018 | 2019 | 2020 | 2021 | 2022 | 2023 | 2024 |
| ------------------------------------- | ---- | ---- | ----- | ---- | ---- | ---- | ---- | ---- | ---- | ---- | ---- |
| Classement mondial                    |      |      | 1576e | 313e | 557e | 710e | 285e | 387e | 46e  | 143e | 260e |
| UCI Europe Tour                       | 744e | 155e | 1062e | 164e | 580e | 522e | 233e | 320e | 39e  | nc   | nc   |
|                                       |      |      |       |      |      |      |      |      |      |      |      |
| Légende : nc = non classéSource : UCI |      |      |       |      |      |      |      |      |      |      |      |